# Hamílcar (batalla de Cremona)
Hamílcar (en llatí: Hamilcar) o Amílcar (en grec antic: Ἀμίλχαρ) va ser un general cartaginès del segle ii aC.
Polibi diu que era el que comandava la flota d'Hasdrúbal Barca que pujà de Cartago Nova a l'Ebre el 217 aC, mentre que Titus Livi l'anomena Himilcó. Una vegada a les boques de l'Ebre, Escipió Calvus el va atacar i el va derrotar: els romans van capturar una trentena vaixells, i la resta van anar fins a la riba, on els tripulants van poder escapar amb dificultat.
El 212 aC, Polibi el situa en la mateixa posició, i anys més tard, després de la derrota del mateix Hasdrúbal a la batalla del Metaure (207 aC), va romandre a la Gàl·lia Cisalpina, o bé, segons altres, va quedar allí per ordre de Magó quan va sortir d'Itàlia. Tal com sembla, una vegada acabada la guerra, Hamílcar romangué a la Cisalpina.
L'any 200 aC, els romans es trobaven guerrejant a Macedònia, i Hamílcar va aprofitar per instigar una revolta entre els ínsubres, els bois, els cenomans i certes tribus lígurs. Amb un atac per sorpresa, va ocupar la colònia de Placència, que va saquejar i cremar, i a continuació va posar setge a Cremona. Aquest moviment d'Hamílcar no va agradar gens al senat de Cartago, que feia poc que havia perdut la guerra i desitjava destorbar el mínim la República romana, qui li havia imposat les condicions de la derrota; per això, i com que no accedí a cessar les seves activitats, el senat li confiscà tots els seus béns a Cartago.
Mentrestant, Cremona resistia, i seguidament va arribar el pretor Luci Furi, que venia d'Arimínium amb un exèrcit, a socórrer els cremonesos. La contesa acabà amb victòria romana; pel que fa a Hamílcar, es diu que va morir en la batalla, però, segons altres relats, va poder fugir, i va continuar la lluita fins que, l'any 197 aC, va caure presoner en batalla davant el cònsol Corneli Ceteg. Titus Livi diu que va participar en la celebració del triomf d'aquest cònsol.